# ヴィーナスとアリアドネとバッカス
『ヴィーナスとアリアドネとバッカス』（伊: Venere, Arianna e Bacco, 英: Venus, Ariadne and Bacchus）は、イタリア、ルネサンス期のヴェネツィア派の巨匠ティントレットが1576年に制作した絵画である。油彩。ヴェネツィアのドゥカーレ宮殿のために制作された4点の神話画ないし寓意画連作の1つである。主題はギリシア神話のクレタ王女アリアドネと酒神ディオニュソス（ローマ神話のバッカス）の物語に基づいたヴェネツィアの寓意となっている。他の3作品は『三美神とメルクリウス』（Tre Grazie e Mercurio）、『マルスを退けるミネルヴァ』（Minerva scaccia Marte）『ウルカヌスの鍛冶場』（Fucina di Vulcano）。ティントレットは円熟期から晩年にかけてドゥカーレ宮殿のために総数45点にも及ぶ作品を制作しており、本作品はその中でも特に有名なものの1つである。現在も4作品ともにドゥカーレ宮殿に所蔵されている。

## 主題
古代ローマの詩人オウィディウスの『変身物語』によると、クレタ島の王ミノスの娘アリアドネはミノタウロスへの犠牲としてクレタに連れて来られたアテナイの王子テセウスに恋をした。アリアドネは彼に糸を与えてミノタウロスの退治を助け、テセウスとともにクレタ島を脱出したが、テセウスは彼女をナクソス島に置き去りにした。アリアドネは嘆き悲しんだが、酒と狂乱の神バッカスが現れて、アリアドネを妻とし、彼女の頭の冠を空に投げてかんむり座に変えた。

## 作品
海岸に座ったアリアドネーは海から現れたバッカスから結婚指輪を捧げられている。オウィディウスの『変身物語』ではアリアドネの宝冠を星座に変えるのはバッカスであるが、ここでは愛と美の女神ヴィーナスがすでに星座となった宝冠をアリアドネーの頭上に置いており、さらにアリアドネの左手をバッカスへと導いている。バッカスは葡萄の葉の冠を頭に戴き、葡萄の葉で腰を覆った姿で描かれている。構図の中心は画面中央に集められたこれら三者の手であり、三者は画面に巴型に配置されている。とりわけ、極端な短縮法で描かれ、半透明のヴェールをたなびかせながら旋回するようにアクロバティックに宙を舞うヴィーナスの描写はティントレットに特徴的なものである。
ティントレットは絵画においてアリアドネをヴェネツィアの擬人化として描き、ヴェネツィアが神によって愛され、栄誉を与えられる様を描いている。すなわち、不実なテセウスによって置き去りにされたアリアドネが海から現れたバッカスの妻となる栄誉を得たように、かつて荒廃したヴェネツィアもまた海と結びつくことによって繁栄したことをこの絵画で象徴的に描いている。実際にヴェネツィアでは8月15日に総督がアドリア海に指輪を投げ入れる「海との結婚」と呼ばれる儀式があった。
なお、連作をそれぞれ四季と四大元素と結びつける美術史家シャルル・ド・トルナイの研究があり（1960年）、それによると本作品は「秋」と「水」を表しているという。17世紀の画家・伝記作家のカルロ・リドルフィによるとヴェネツィアの「繁栄」と「自由」を表している。

## 来歴
連作は当初はドゥカーレ宮殿の方形階段広間を飾り、1581年にはフランチェスコ・サンソヴィーノによって『ヴィーナスのもとで結婚するアリアドネとバッカス』（Sposalizio di Arianna e Bacco alla presenza di Venere）と言及されている。また1648年にはカルロ・リドルフィも絵画の意味について言及している。その後、1716年に内閣議場前室に移されて現在に至っている。2017年に修復されている。

## ギャラリー
本作品以外の連作は以下のものがある。

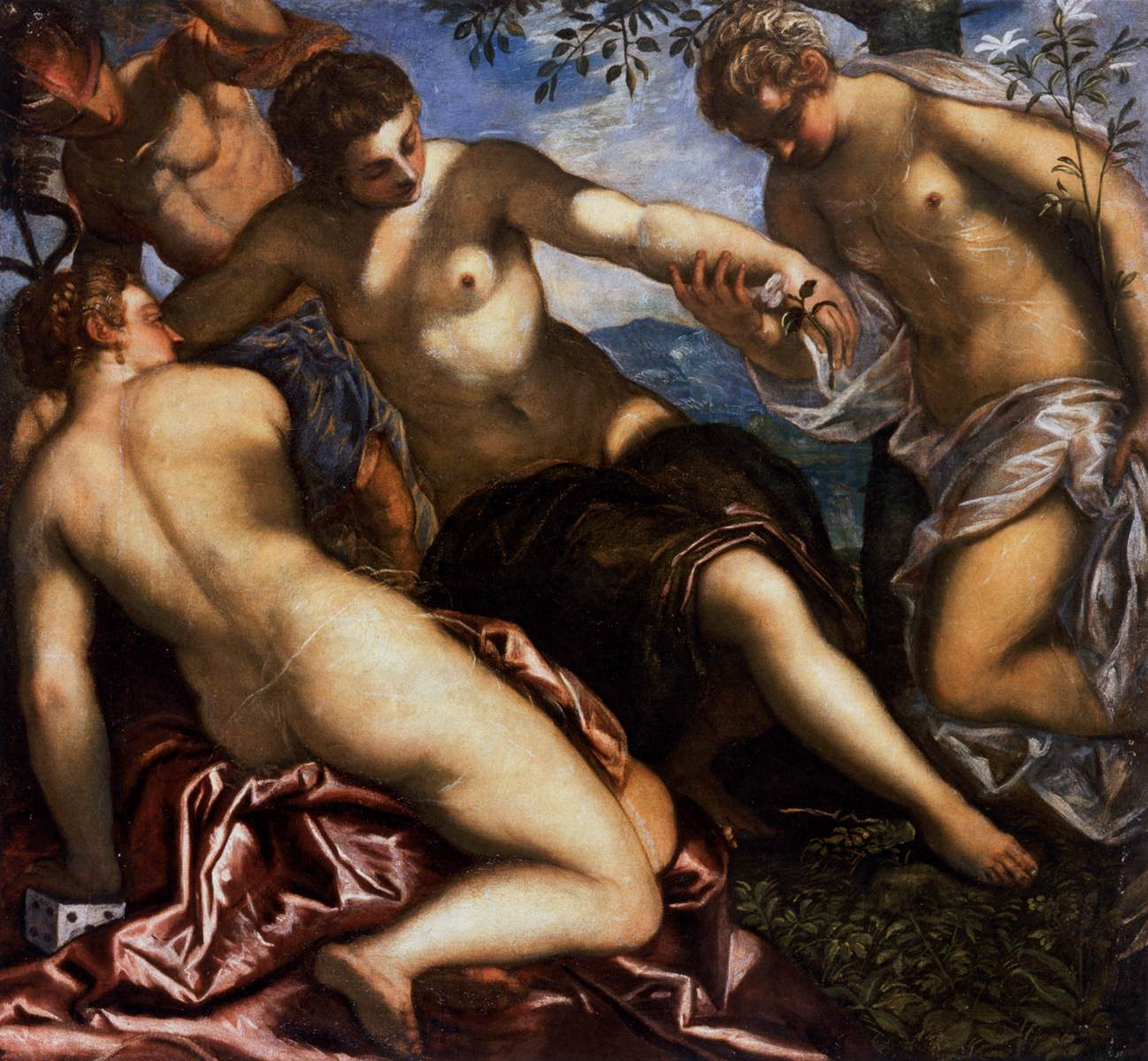
『三美神とメルクリウス』ドゥカーレ宮殿所蔵
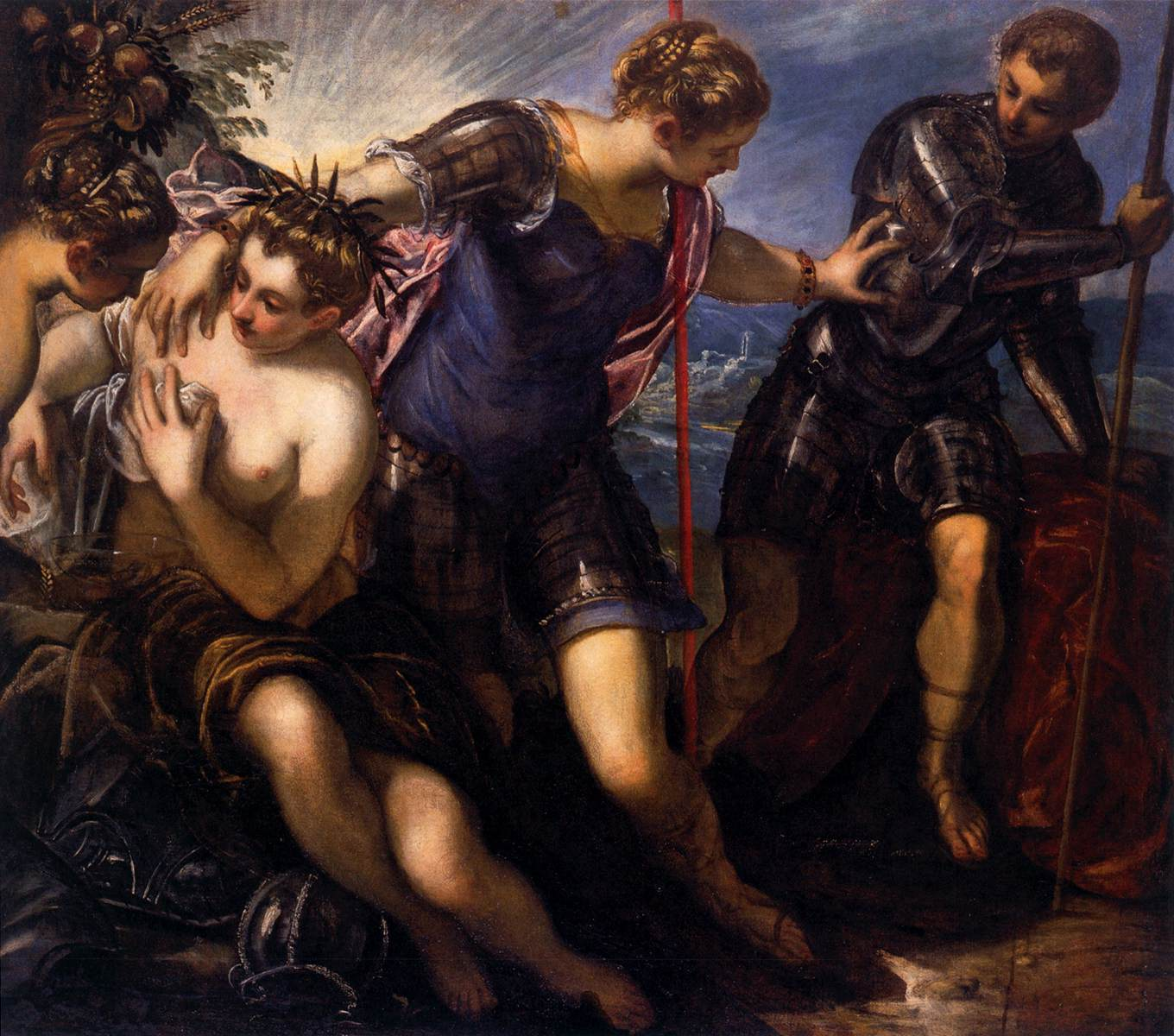
『マルスを退けるミネルヴァ』ドゥカーレ宮殿所蔵
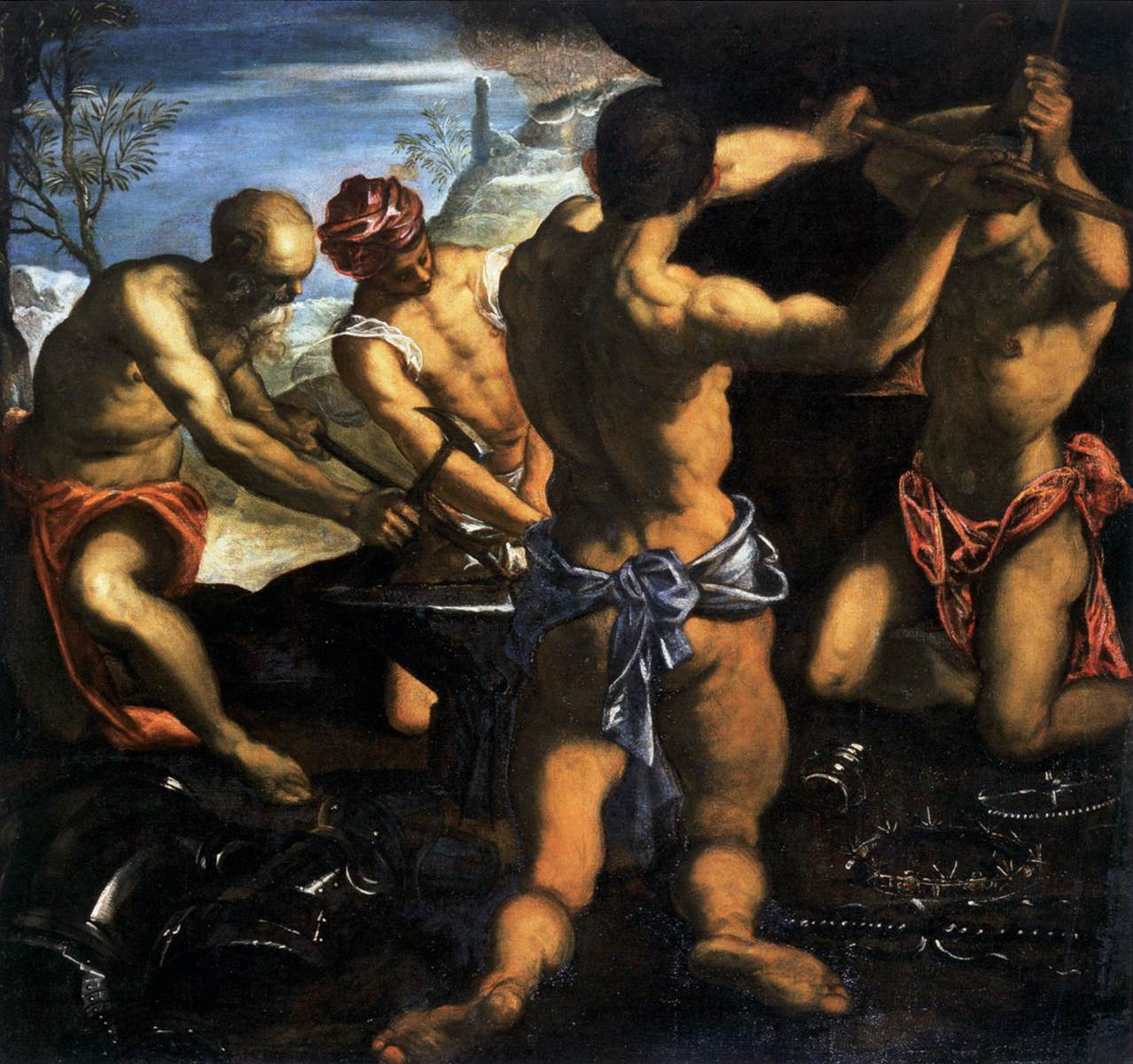
『ウルカヌスの鍛冶場』ドゥカーレ宮殿所蔵